# 広島中央郵便局
広島中央郵便局（ひろしまちゅうおうゆうびんきょく）は、広島県広島市中区にある郵便局である。民営化前の分類では集配普通郵便局であった。局番号は51266。

## 概要
住所：〒730-8799 広島県広島市中区国泰寺町1-4-1

### 分室
現在はなし。過去に存在した分室は以下のとおり。
- 東白島分室 (51266A) - 広島郵便局逓信局内分室として開設。2004年（平成16年）に廃止された。
- 県庁内分室 (51266B)（北緯34度23分47.6秒 東経132度27分34.7秒 / 北緯34.396556度 東経132.459639度） - 広島県庁舎本館1階に設置。郵便・貯金関連業務のみ取り扱う。なお、2013年（平成25年）4月に廃止、代替として無集配郵便局、広島県庁内郵便局 (51658) が設置された[1]。

### 出張所（局外ATM）

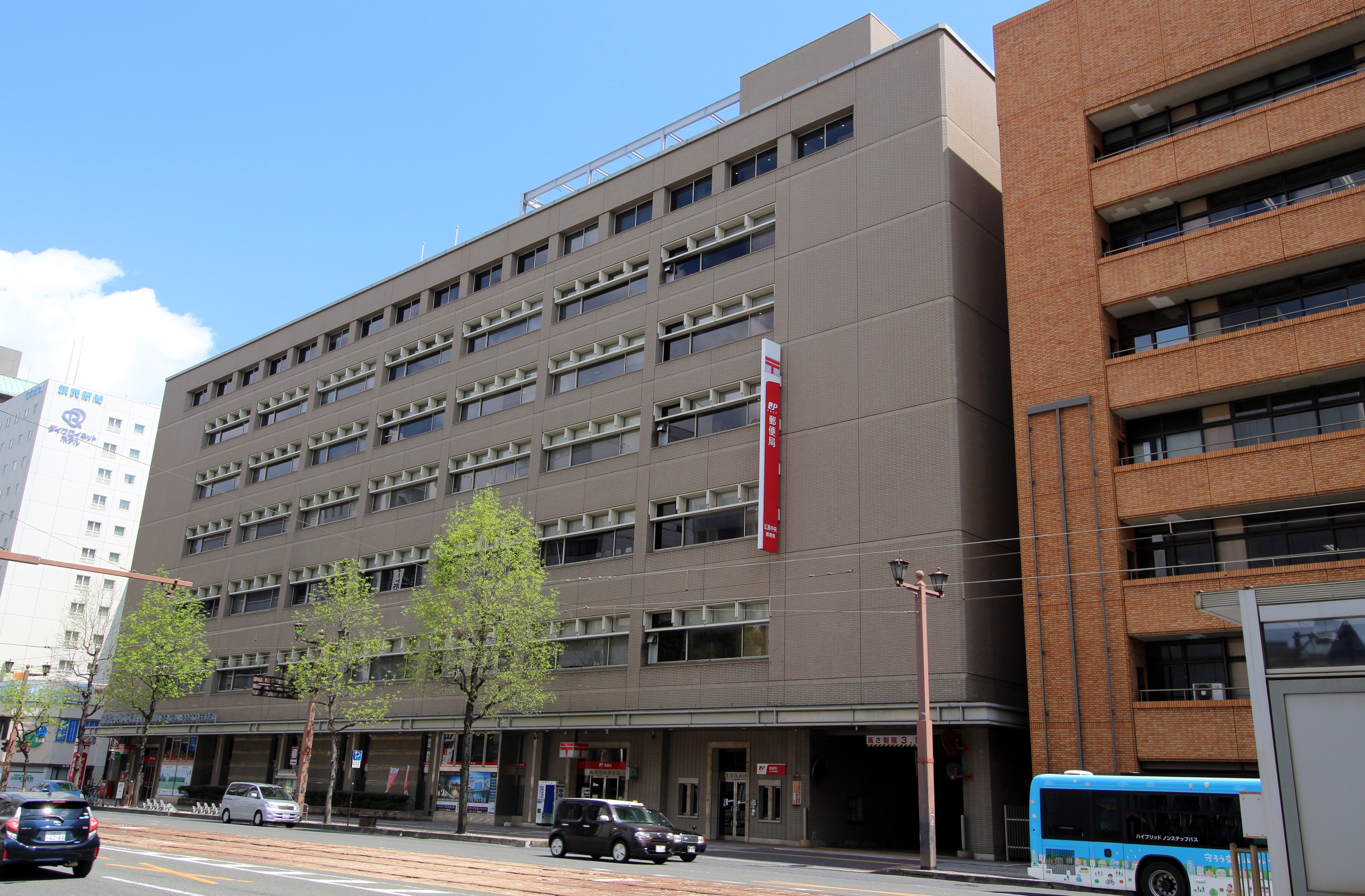
広島中央郵便局

民営化前は以下の場所に出張所としてATMを設置していた。2007年（平成19年）11月現在も同じ場所にATMがあるが、管理はゆうちょ銀行広島支店となっている。
- クマヒラ本通内出張所
- シャレオ北通り出張所
- シャレオ西通り出張所
- シャレオ南通り出張所
- 広島そごう内出張所 - そごう広島店本館地下2階
- エディオン広島本店コンプマート広島出張所
- 天満屋広島八丁堀店内出張所
- 広島バスセンター内出張所
- フジグラン広島内出張所
- 三越広島店内出張所

## 沿革
- 1985年（昭和60年）9月30日 - 広島市中区国泰寺町一丁目に設置。これに伴い、旧・広島中央郵便局は広島東郵便局[2]に改称[3]、同局および広島西郵便局から集配業務の一部を移管。局番号については当局が旧・広島中央郵便局の番号である51266を継承し、広島東郵便局は51615へ変更。同時に旧・広島中央郵便局から郵政局内分室 (51266A) 、県庁内分室 (51266B) を移管（前述の理由により、局番号は変更なし）。
- 1991年（平成3年）10月1日 - 外国通貨の両替および旅行小切手の売買に関する業務取扱を開始。
- 1995年（平成7年）3月20日 - 東広島市・高田郡高宮町・同郡甲田町（いずれも当時）の地域区分局を福山東郵便局から移管。
- 2003年（平成15年）4月1日 - 日本郵政公社の発足に伴い、郵政局内分室を東白島分室（所在地は日本郵政公社中国支社内）に改称。
- 2004年（平成16年）3月29日 - 東白島分室を廃止[4]。代替として広島白島郵便局（無集配特定郵便局、局番号は51491）を日本郵政公社中国支社内に移転。
- 2007年（平成19年）3月5日 - 呉市のうち川尻町・安浦町、東広島市のうち黒瀬町・河内町・豊栄町・福富町・安芸津町の地域区分局を福山東郵便局から移管。
- 2007年（平成19年）10月1日 - 民営化に伴い、併設された郵便事業広島支店に一部業務を移管。
- 2012年（平成24年）10月1日 - 日本郵便株式会社の発足に伴い、郵便事業広島支店を広島中央郵便局に統合。
- 2013年（平成25年）
  - 3月30日 - 広島NTT基町ビル内郵便局の廃止に伴い、県庁内分室が取扱事務を承継[5]。
  - 4月1日 - 県庁内分室を廃止。代替として広島県庁内郵便局（局番号は51658）を設置[1]。
- 2017年（平成29年）4月10日 - 郵便番号の上2桁が73の地域あての地域区分局業務を、広島市佐伯区石内東2丁目に設けられた広島郵便局に移管。
- 2019年（令和元年）9月17日 - 広島東郵便局[2]から広島市東区の集配業務を移管[6]。

## 取扱内容
- 郵便、印紙、ゆうパック、内容証明
- 貯金、為替、振替、振込、国際送金、外貨両替・トラベラーズチェック、国債、投資信託 - 平日18時まで営業。
- 生命保険、バイク自賠責保険、自動車保険、変額年金保険、がん保険、引受条件緩和型医療保険 - 平日18時まで営業。
- ATM- 日曜・休日の翌日以外の平日・土曜は実質24時間営業。
- 広島市中区、東区全域（〒730-00xx、730-08xx、730-85xx、730-86xx、730-87xx、732-00xx、732-85xx、732-86xx、732-87xx（宇品郵便局担当の732-8501、8511、8564 - 8566、8568、8765を除く））の集配業務
- ゆうゆう窓口

## 風景印
- 図柄は広島城天守閣ともみじ、原爆死没者慰霊碑。局名表記は「広島中央」
- 使用開始日は1985年（昭和60年）9月30日

## 周辺
- 広島市役所
- 広島市中区役所
- 広島県立広島国泰寺高等学校
- 広島県立西高等学校
- 広島市立大手町商業高等学校
- 広島市立広島特別支援学校
- 中国電力本社
- 国道2号

## アクセス
- 広島電鉄宇品線（1・3・7号線）市役所前電停下車
- 広電バス、広島バス 市役所前停留所下車
- 山陽自動車道 広島ICから南へ約8.5km
- 広島高速1号線 間所出入口から南西へ約5.5km、同3号線 宇品出入口から北西へ約4km、同4号線 中広出入口から南東へ約2.5km
- 国道54号沿い
- 駐車場あり：17台